# Ekombe Bonji
Pour les articles homonymes, voir Ekombe.
Ekombe Bonji est un village du Cameroun situé dans le département de la Meme et la Région du Sud-Ouest. Elle fait partie de la commune de Mbonge.